# Jurgen Seegers
Jurgen Seegers is een Nederlands voetbaltrainer die werkzaam is als hoofdtrainer van Helmond Sport.

## Loopbaan in de voetballerij
Seegers begon in 1998 als jeugdtrainer bij HFC Haarlem, een functie die hij later ook bij Telstar en ADO Den Haag vervulde. Nadien vervolgde hij zijn carrière als conditietrainer bij de eerste elftallen van ADO Den Haag, RSC Anderlecht en Vitesse. Tussen oktober 2018 en juni 2023 was hij werkzaam als hoofd jeugdopleiding bij achtereenvolgens Fortuna Sittard en Almere City.
Op 15 juni 2023 werd Seegers aangesteld als trainer van PEC Zwolle onder 21 voor de komende voetbaljaargang. De ploeg kwam uit in Divisie 2 van de onder 21 competitie en promoveerde een half jaar later als kampioen naar Divisie 1. Een niveau hoger bleek echter te hoog gegrepen en Seegers en zijn mannen eindigden met vier punten uit veertien duels onderaan. Terug in Divisie 2 werden de beloften van PEC Zwolle gelijk weer tweede, wat voldoende was voor een terugkeer op het hoogste niveau. In de voorjaarscompetitie van de jaargang 2024/25 wist PEC Zwolle onder 21 zich vervolgens met een derde plaats te handhaven. Medio 2025 nam Seegers afscheid van PEC Zwolle.
Op 23 juni 2025 tekende Seegers een contract voor één jaar, met een optie tot verlenging van nog een jaar bij Helmond Sport. De club stelde hem aan als nieuwe hoofdtrainer, als opvolger van de vertrokken Robert Maaskant. Op 10 augustus volgde zijn officiële debuut. De eerste competitiewedstrijd van het seizoen, tegen Roda JC, werd met 1–3 verloren.
1 Bergsen ·
2 Ogenia ·
3 Van den Eynden  ·
4 Koglin ·
5 Poll ·
6 Ludwig ·
7 Bisselink ·
8 Llonch ·
9 Bajrami ·
11 Daneels ·
16 Łukowicz ·
19 Ingason ·
21 Wentges ·
22 Dizdarević ·
23 Aben ·
24 Et-Taïbi ·
26 Makanza ·
27 Absalem ·
34 Essakkati ·
36 Leipold ·
41 J. Geerts ·
42 El Arnouki ·
47 D. Geerts ·
Coach: Seegers
· Assistent-coach: Hikspoors
· Keeperstrainer: Vissers